# Gigi Fernández
Beatriz „Gigi“ Fernández (* 22. Februar 1964 in San Juan, Puerto Rico) ist eine ehemalige US-amerikanische Tennisspielerin.
Mit 17 Grand-Slam-Titeln und zwei olympischen Goldmedaillen (1992 und 1996) zählt Fernández zu den erfolgreichsten Doppelspielerinnen der Tennisgeschichte.

## Karriere
Im Alter von sieben Jahren begann sie mit dem Tennissport. In ihrer Kindheit wurde sie von ihrem Vater, Tuto Fernández, trainiert. Sie erhielt ein Stipendium für die Clemson University entschied sich aber für eine Karriere als Tennisprofi, kurz nachdem sie in ihrem ersten Semester 1983 in das Einzelfinale der NCAA einziehen konnte. Damit wurde Fernández 1983 die erste weibliche Profisportlerin Puerto Ricos.

### 1983–1986: Erste Internationale Turniere und Turniersiege
Ihr erstes Internationales Turnier bestritt Gigi Fernández beim ITF-Turnier im Jahr 1983 in Lakewood, wobei sie den Doppelwettbewerb zusammen mit Lori McNeil gleich gewinnen konnte. In ihrem vierten Einzelturnier auf ITF-Ebene in Greensboro gelang ihr auch schon der erste Einzelturniersieg. Beim ersten Turnier auf der WTA Tour gelang in Indianapolis im Doppel zusammen mit Beth Herr der Einzug ins Finale, welches sie gegen die Topgesetzte Paarung um Kathleen Horvath und Virginia Ruzici verloren. Ebenfalls im Jahr 1983 nahm sie im Einzel an ihrem ersten Grand-Slam-Turnier bei den US Open teil, schied aber schon in der ersten Runde gegen Sabina Simmonds aus. Nach mehreren Turnieren, bei denen sie jeweils in den ersten Runden ausschied, nahm sie im November 1983 mit den Australian Open an ihrem ersten Grand-Slam-Turnier im Doppel teil, wo sie auch in der ersten Runde ausschied. 1984 gelang ihr in Indianapolis zusammen mit Terry Holladay der Einzug ins Halbfinale. In Wimbledon konnte sie an der Seite von Alycia Moulton in das Achtelfinale einziehen. Im Anschluss an Wimbledon spielte sie im Einzel das Turnier in Newport, wo sie als Lucky Loser aus der Qualifikation gekommen bis ins Finale vordringen konnte, welches sie gegen die Topgesetzte Martina Navrátilová in zwei Sätzen verlor. Bei ihrem ersten Turnier im Jahr 1985 in Washington DC gelang ihr der erste Turniersieg im Doppel auf der WTA Tour. Schon einen guten Monat später folgte in Delray Beach der zweite mit Martina Navrátilová. Der nächste Doppelsieg folgte im August 1985 in Toronto ebenfalls an der Seite von Martina Navrátilová. Im Jahr 1986 gelang ihr im Doppel kein Turniersieg, dafür gewann sie im Oktober 1986 ihren ersten Einzelwettbewerb auf der WTA Tour in Singapur.

### 1986–1990: Der erste Grand-Slam-Titel und Gewinn des Fed-Cups
Gigi Fernández wurde immer erfolgreicher. So konnte sie im Doppel bei Turnieren in der Kategorie der WTA World Tour immer öfter in die Halbfinals oder sogar in das Finale einziehen. Im Jahr 1987 gelangen ihr zusammen mit Lori McNeil drei Turniersiege im Doppel. 1988 konnte sie zusammen mit Zina Garrison beim Turnier von Miami, welches in der Kategorie Tier I ausgetragen wurde, in das Finale einziehen, das sie gegen Steffi Graf und Gabriela Sabatini verloren. Bei den nächsten beiden Turnieren, die Fernández in Tokio spielte, gelang ihr mit Robin White einmal eine Finalteilnahme und ein Turniersieg. Bei den drei Turnieren, welche sie vor den US Open im Jahr 1988 spielte, konnte sie jeweils das Finale erreichen. Bei den US Open gelang ihr dann im Doppel der erste Grand-Slam-Titel ihrer Karriere. An der Seite von Robin White gewann sie ungesetzt das Finale gegen Patty Fendick und Jill Hetherington. Mit Robin White gewann sie noch drei weitere Turniere auf der WTA Tour. 1988 trat Fernández zum ersten Mal für die Vereinigten Staaten im Fed Cup an. Dabei gelangen ihr zwei Siege im Doppel in ihren ersten beiden Spielen. Nach zwei weiteren Doppelsiegen auf der Tour gelang 1990 ihr mit der Fed-Cup-Mannschaft der Vereinigten Staaten ihr einziger Fed-Cup-Sieg.

### 1991–1997: Der „unechte“ Golden-Slam und eine neue Doppelpartnerin
Im Jahr 1991 gewann Gigi Fernández sieben Turniere auf der Tour, darunter mit den French Open ihren dritten Grand-Slam-Titel. Das Jahr 1992 war das erfolgreichste Jahr in ihrer gesamten Karriere. Mit der neuen Doppelpartnerin Natallja Swerawa konnte sie die Grand-Slam-Turniere von Wimbledon, Roland Garros und New York hintereinander gewinnen. Die Olympischen Spiele 1992 konnte sie im Doppel mit Mary Joe Fernández ebenfalls für sich entscheiden. Mit dem nächsten Grand-Slam-Sieg in Australien war der „unechte“ Golden Slam perfekt. Zusammen mit Natallja Swerewa gelangen ihr noch sieben weitere Grand-Slam-Siege und 24 weitere Turniersiege auf der WTA Tour, darunter zweimal die WTA Tour Championships. Im Jahr 1994 erreichte sie im Einzel das Halbfinale von Wimbledon, was den größten Erfolg in ihrer Einzelkarriere darstellt. 1996 verteidigte sie den Olympiatitel im Doppel zusammen mit Mary Joe Fernández. Bei den Wimbledon Championships 1997 gelang ihr der letzte Turniersieg in ihrer Profilaufbahn. An Position eins gesetzt gewann sie das Finale zusammen mit Natallja Swerewa gegen Nicole Arendt und Manon Bollegraf. Bei den US Open konnte sie noch einmal in das Finale einziehen, welches sie gegen Lindsay Davenport und Jana Novotná verloren. Das letzte Turnier spielte sie im November 1997 bei den WTA Tour Championships, bei denen sie im Viertelfinale ausschied.

### Bilanz
Fernández gewann im Doppel sechs Mal die French Open, fünf Mal die US Open, vier Mal in Wimbledon und zweimal die Australian Open. 14 ihrer 17 Grand-Slam-Titel gewann sie zusammen mit Natallja Swerawa. Damit sind die beiden nach Martina Navrátilová und Pam Shriver das bei Grand-Slam-Turnieren zweiterfolgreichste Doppelteam. Insgesamt gewann Fernández 71 Turniere im Doppel, 1991 war sie erstmals die Nummer 1 der Doppelweltrangliste, in ihrer Karriere insgesamt 80 Wochen lang. Im Einzel gewann sie zwei Turniere der WTA Tour und erreichte 1994 in Wimbledon das Halbfinale.
Mit den USA nahm sie acht Mal am Fed Cup teil und konnte ihn einmal gewinnen. Außerdem gewann sie zweimal die Goldmedaille bei den Olympischen Spielen.
1997 trat sie vom Profitennis zurück. 1999 wurde sie in Puerto Rico zur weiblichen Athletin des Jahrhunderts gewählt.
Nach ihrer Profilaufbahn wurde sie Tennistrainerin. Sie trainierte unter anderem die Doppelspielerinnen Rennae Stubbs und Lisa Raymond und die Fed-Cup Mannschaft Puerto Ricos.
Am 1. März 2010 wurde Gigi Fernández für die Aufnahme in die International Tennis Hall of Fame nominiert.

## Privates
Fernández hatte eine Beziehung mit der spanischen Tennisspielerin Conchita Martínez. Heute lebt sie mit ihrer Partnerin Jane Geddes, einer ehemaligen Profi-Golferin, zusammen. Sie ist Mutter von Zwillingen.

## Turniersiege
| Anzahl von Turniersiegen im Einzel und Doppel bei unterschiedlichen Turnieren und Platzbelägen |                                 |                                                |                   |                                  |                                            |               |
|                                                                                                | Einzel                          | Einzel                                         |                   | Doppel                           | Doppel                                     |               |
|                                                                                                | Turnierkategorien               | Platzbeläge                                    |                   | Turnierkategorien                | Platzbeläge                                |               |
|                                                                                                | Grand Slam (0)                  | Hartplatz (3)                                  |                   | Grand Slam (17)                  | Hartplatz (29)                             |               |
|                                                                                                | WTA Tour Championships (0)      | Rasen (0)                                      |                   | WTA Tour Championships (2)       | Rasen (9)                                  |               |
|                                                                                                | Olympische Spiele (0)           | Sand (0)                                       |                   | Olympische Spiele (2)            | Sand (16)                                  |               |
|                                                                                                | WTA World Tour & Tier I – V (2) | Teppich (0)                                    |                   | WTA World Tour & Tier I – V (49) | Teppich (17)                               |               |
|                                                                                                | ITF Women’s Circuit (1)         |                                                |                   | ITF Women’s Circuit (1)          |                                            |               |
| Detaillierte Darstellung der Turniersiege im Einzel                                            |                                 |                                                |                   |                                  |                                            |               |
| Nr.                                                                                            | Datum                           | Turnier                                        | Platzbelag        | Platzbelag                       | Finalgegnerin                              | Ergebnis      |
| 01.                                                                                            | 4. Juli 1983                    | Greensboro                                     | Hartplatz         | Hartplatz                        | Elizabeth Jones                            | 2:6, 6:1, 6:3 |
| 02.                                                                                            | 26. Oktober 1986                | Singapur                                       | Hartplatz (Halle) | Hartplatz (Halle)                | Mercedes Paz                               | 6:4, 2:6, 6:4 |
| 03.                                                                                            | 11. August 1991                 | Albuquerque                                    | Hartplatz         | Hartplatz                        | Julie Halard-Decugis                       | 6:0, 6:2      |
| Detaillierte Darstellung der Turniersiege im Doppel                                            |                                 |                                                |                   |                                  |                                            |               |
| Nr.                                                                                            | Datum                           | Turnier                                        | Belag             | Partnerin                        | Finalgegnerinnen                           | Ergebnis      |
| 01.                                                                                            | 6. Juni 1983                    | Lakewood                                       | Hartplatz         | Lori McNeil                      | Cathy Maso Ros Riach                       | 6:3, 7:6      |
| 02.                                                                                            | 14. Januar 1985                 | VS of Washington                               | Teppich (Halle)   | Martina Navratilova              | Claudia Kohde-Kilsch Helena Suková         | 6:3, 3:6, 6:3 |
| 03.                                                                                            | 17. Februar 1985                | The Lipton International Players Championships | Hartplatz         | Martina Navratilova              | Kathy Jordan Hana Mandlíková               | 7:6, 6:2      |
| 04.                                                                                            | 12. August 1985                 | Canadian Open                                  | Hartplatz         | Martina Navratilova              | Marcella Mesker Pascale Paradis-Mangon     | 6:4, 6:0      |
| 05.                                                                                            | 3. Oktober 1985                 | Maybelline Classic                             | Hartplatz         | Robin White                      | Rosalyn Fairbank Beverly Mould             | 6:2, 7:5      |
| 06.                                                                                            | 29. März 1987                   | US Indoors                                     | Teppich (Halle)   | Lori McNeil                      | Betsy Nagelsen Elizabeth Smylie            | 6:1, 6:4      |
| 07.                                                                                            | 19. Juli 1987                   | VS of Newport                                  | Rasen             | Lori McNeil                      | Anne Hobbs Kathy Jordan                    | 7:6, 7:5      |
| 08.                                                                                            | 30. August 1987                 | United Jersey Bank Classic                     | Hartplatz         | Lori McNeil                      | Anne Hobbs Elizabeth Smylie                | 6:3, 6:2      |
| 09.                                                                                            | 17. April 1988                  | Suntory Japan Open Tennis Championships        | Hartplatz         | Robin White                      | Lea Antonoplis-Inoye Barbara Gerken        | 6:1, 6:4      |
| 10.                                                                                            | 11. September 1988              | US Open                                        | Hartplatz         | Robin White                      | Patty Fendick Jill Hetherington            | 6:4, 6:1      |
| 11.                                                                                            | 23. Juli 1989                   | VS of Newport                                  | Rasen             | Lori McNeil                      | Elizabeth Smylie Wendy Turnbull            | 6:3, 6:7, 7:5 |
| 12.                                                                                            | 27. August 1989                 | Player's Ltd. Challenge Canadian Open          | Hartplatz         | Robin White                      | Martina Navratilova Larisa Sawtschenko     | 6:2, 6:2      |
| 13.                                                                                            | 17. September 1989              | VS International Doubles Championships         | Teppich (Halle)   | Robin White                      | Elizabeth Smylie Wendy Turnbull            | 6:2, 6:2      |
| 14.                                                                                            | 15. Oktober 1989                | Porsche Grand Prix                             | Teppich (Halle)   | Robin White                      | Raffaella Reggi Elna Reinach               | 6:4, 7:62     |
| 15.                                                                                            | 4. Februar 1990                 | Toray Pan Pacific Open                         | Teppich (Halle)   | Elizabeth Smylie                 | Jo-Anne Faull Rachel McQuillan             | 6:2, 6:2      |
| 16.                                                                                            | 6. Mai 1990                     | Citizen Cup                                    | Sand              | Martina Navratilova              | Larisa Sawtschenko Helena Suková           | 6:2, 6:3      |
| 17.                                                                                            | 19. August 1990                 | VS of Los Angeles                              | Hartplatz         | Jana Novotná                     | Mercedes Paz Gabriela Sabatini             | 6:3, 4:6, 6:4 |
| 18.                                                                                            | 9. September 1990               | US Open                                        | Hartplatz         | Martina Navratilova              | Jana Novotná Helena Suková                 | 6:2, 6:4      |
| 19.                                                                                            | 11. November 1990               | VS of New England                              | Teppich (Halle)   | Helena Suková                    | Mary Joe Fernández Jana Novotná            | 3:6, 6:3, 6:3 |
| 20.                                                                                            | 6. Januar 1991                  | Danone Women’s Open                            | Hartplatz         | Jana Novotná                     | Patty Fendick Helena Suková                | 6:3, 6:1      |
| 21.                                                                                            | 17. Februar 1991                | VS of Chicago                                  | Teppich (Halle)   | Jana Novotná                     | Martina Navratilova Pam Shriver            | 6:2, 6:4      |
| 22.                                                                                            | 24. März 1991                   | Virginia Slims of Florida                      | Hartplatz         | Jana Novotná                     | Mary Joe Fernández Zina Garrison           | 7:5, 6:2      |
| 23.                                                                                            | 31. März 1991                   | Light n’ Lively Doubles                        | Sand              | Helena Suková                    | Larisa Sawtschenko Natallja Swerawa        | 4:6, 6:4, 7:6 |
| 24.                                                                                            | 9. Juni 1991                    | French Open                                    | Sand              | Jana Novotná                     | Larisa Sawtschenko Natallja Swerawa        | 6:4, 6:0      |
| 25.                                                                                            | 10. November 1991               | VS of California                               | Teppich (Halle)   | Patty Fendick                    | Martina Navratilova Pam Shriver            | 6:4, 7:5      |
| 26.                                                                                            | 16. November 1991               | Jell-o Tennis Classic                          | Hartplatz         | Patty Fendick                    | Katrina Adams Mercedes Paz                 | 6:4, 6:2      |
| 27.                                                                                            | 19. April 1992                  | VS of Houston                                  | Sand              | Patty Fendick                    | Jill Hetherington Kathy Rinaldi            | 7:5, 6:4      |
| 28.                                                                                            | 7. Juni 1992                    | French Open                                    | Sand              | Natallja Swerawa                 | Conchita Martínez Arantxa Sánchez Vicario  | 6:3, 6:2      |
| 29.                                                                                            | 5. Juli 1992                    | Wimbledon                                      | Rasen             | Natallja Swerawa                 | Jana Novotná Larisa Sawtschenko            | 6:4, 6:1      |
| 30.                                                                                            | 9. August 1992                  | Olympische Sommerspiele                        | Sand              | Mary Joe Fernández               | Conchita Martínez Arantxa Sánchez Vicario  | 7:5, 2:6, 6:2 |
| 31.                                                                                            | 13. September 1992              | US Open                                        | Hartplatz         | Natallja Swerawa                 | Jana Novotná Larisa Neiland                | 7:64, 6:1     |
| 32.                                                                                            | 8. November 1992                | Bank of the West Classic                       | Teppich (Halle)   | Natallja Swerawa                 | Rosalyn Fairbank-Nideffer Gretchen Magers  | 3:6, 6:2, 6:4 |
| 33.                                                                                            | 15. November 1992               | VS of Philadelphia                             | Teppich (Halle)   | Natallja Swerawa                 | Conchita Martínez Mary Pierce              | 6:1, 6:3      |
| 34.                                                                                            | 31. Januar 1993                 | Australian Open                                | Hartplatz         | Natallja Swerawa                 | Pam Shriver Elizabeth Smylie               | 6:4, 6:3      |
| 35.                                                                                            | 7. März 1993                    | VS of Florida                                  | Hartplatz         | Natallja Swerawa                 | Larisa Sawtschenko Jana Novotná            | 6:2, 6:2      |
| 36.                                                                                            | 28. März 1993                   | Light n’ Lively Doubles                        | Sand              | Natallja Swerawa                 | Larisa Sawtschenko Arantxa Sánchez Vicario | 7:5, 6:3      |
| 37.                                                                                            | 4. April 1993                   | Family Circle Magazine Cup XXI                 | Sand              | Natallja Swerawa                 | Katrina Adams Manon Bollegraf              | 6:3, 6:1      |
| 38.                                                                                            | 16. Mai 1993                    | German Open                                    | Sand              | Natallja Swerawa                 | Debbie Graham Brenda Schultz-McCarthy      | 6:1, 6:3      |
| 39.                                                                                            | 6. Juni 1993                    | French Open                                    | Sand              | Natallja Swerawa                 | Larisa Sawtschenko Jana Novotná            | 6:3, 7:5      |
| 40.                                                                                            | 19. Juni 1993                   | Volkswagen Cup                                 | Rasen             | Natallja Swerawa                 | Larisa Sawtschenko Jana Novotná            | 2:6, 7:5, 6:1 |
| 41.                                                                                            | 4. Juli 1993                    | Wimbledon                                      | Rasen             | Natallja Swerawa                 | Larisa Sawtschenko Jana Novotná            | 6:4, 6:7, 6:4 |
| 42.                                                                                            | 8. August 1993                  | Mazda Tennis Classic                           | Hartplatz         | Helena Suková                    | Pam Shriver Elizabeth Smylie               | 6:4, 6:3      |
| 43.                                                                                            | 3. Oktober 1993                 | Volkswagen Card Cup - Damen Grand Prix         | Teppich (Halle)   | Natallja Swerawa                 | Larisa Sawtschenko Jana Novotná            | 6:3, 6:2      |
| 44.                                                                                            | 17. Oktober 1993                | Porsche Tennis Grand Prix                      | Hartplatz (Halle) | Natallja Swerawa                 | Patty Fendick Martina Navratilova          | 7:6, 6:4      |
| 45.                                                                                            | 21. November 1993               | VS Championships                               | Teppich (Halle)   | Natallja Swerawa                 | Larisa Sawtschenko Jana Novotná            | 6:3, 7:5      |
| 46.                                                                                            | 30. Januar 1994                 | Australian Open                                | Hartplatz         | Natallja Swerawa                 | Patty Fendick Meredith McGrath             | 6:3, 4:6, 6:4 |
| 47.                                                                                            | 13. Februar 1994                | VS of Chicago                                  | Teppich (Halle)   | Natallja Swerawa                 | Manon Bollegraf Martina Navratilova        | 6:3, 3:6, 6:4 |
| 48.                                                                                            | 20. März 1994                   | The Lipton Championships                       | Hartplatz         | Natallja Swerawa                 | Patty Fendick Meredith McGrath             | 6:4, 7:5      |
| 49.                                                                                            | 8. Mai 1994                     | Mercedes Italian Open                          | Sand              | Natallja Swerawa                 | Gabriela Sabatini Brenda Schultz           | 6:1, 6:3      |
| 50.                                                                                            | 15. Mai 1994                    | German Open                                    | Sand              | Natallja Swerawa                 | Jana Novotná Arantxa Sánchez Vicario       | 6:3, 7:6      |
| 51.                                                                                            | 5. Juni 1994                    | French Open                                    | Rasen             | Natallja Swerawa                 | Lindsay Davenport Lisa Raymond             | 6:2, 6:2      |
| 52.                                                                                            | 18. Juni 1994                   | Volkswagen Cup Eastbourne                      | Rasen             | Natallja Swerawa                 | Inés Gorrochategui Helena Suková           | 6:7, 6:4, 6:3 |
| 53.                                                                                            | 3. Juli 1994                    | Wimbledon                                      | Rasen             | Natallja Swerawa                 | Jana Novotná Arantxa Sánchez Vicario       | 6:4, 6:1      |
| 54.                                                                                            | 16. Oktober 1994                | Porsche Tennis Grand Prix                      | Hartplatz (Halle) | Natallja Swerawa                 | Manon Bollegraf Larisa Sawtschenko         | 7:6, 6:4      |
| 55.                                                                                            | 13. November 1994               | VS of Philadelphia                             | Teppich (Halle)   | Natallja Swerawa                 | Gabriela Sabatini Brenda Schultz           | 4:6, 6:4, 6:2 |
| 56.                                                                                            | 20. November 1994               | Virginia Slims Championships                   | Teppich (Halle)   | Natallja Swerawa                 | Jana Novotná Arantxa Sánchez Vicario       | 6:3, 6:7, 6:3 |
| 57.                                                                                            | 5. Februar 1995                 | Toray Pan Pacific Open                         | Teppich (Halle)   | Natallja Swerawa                 | Lindsay Davenport Rennae Stubbs            | 6:0, 6:3      |
| 58.                                                                                            | 7. Mai 1995                     | Citizen Cup                                    | Sand              | Martina Hingis                   | Conchita Martínez Patricia Tarabini        | 6:2, 6:3      |
| 59.                                                                                            | 14. Mai 1995                    | Italian Open                                   | Sand              | Natallja Swerawa                 | Conchita Martínez Patricia Tarabini        | 3:6, 7:6, 6:4 |
| 60.                                                                                            | 11. Juni 1995                   | French Open                                    | Sand              | Natallja Swerawa                 | Jana Novotná Arantxa Sánchez Vicario       | 6:7, 6:4, 7:5 |
| 61.                                                                                            | 6. August 1995                  | Toshiba Tennis Classic                         | Hartplatz         | Natallja Swerawa                 | Alexia Dechaume-Balleret Sandrine Testud   | 6:2, 6:1      |
| 62.                                                                                            | 17. August 1995                 | Acura Classic                                  | Hartplatz         | Natallja Swerawa                 | Larisa Neiland Gabriela Sabatini           | 7:5, 6:7, 7:5 |
| 63.                                                                                            | 10. September 1995              | US Open                                        | Hartplatz         | Natallja Swerawa                 | Brenda Schultz-McCarthy Rennae Stubbs      | 7:5, 6:3      |
| 64.                                                                                            | 5. Oktober 1995                 | Porsche Tennis Grand Prix                      | Hartplatz (Halle) | Natallja Swerawa                 | Meredith McGrath Larisa Neiland            | 5:7, 6:1, 6:4 |
| 65.                                                                                            | 4. Februar 1996                 | Toray Pan Pacific Open                         | Teppich (Halle)   | Natallja Swerawa                 | Mariaan de Swardt Irina Spîrlea            | 7:6, 6:3      |
| 66.                                                                                            | 3. August 1996                  | Olympische Sommerspiele                        | Hartplatz         | Mary Joe Fernández               | Jana Novotná Helena Suková                 | 7:66, 6:4     |
| 67.                                                                                            | 25. August 1996                 | Toshiba Tennis Classic                         | Hartplatz         | Conchita Martínez                | Larisa Neiland Arantxa Sánchez Vicario     | 4:6, 6:3, 6:4 |
| 68.                                                                                            | 8. September 1996               | US Open                                        | Hartplatz         | Natallja Swerawa                 | Jana Novotná Arantxa Sánchez Vicario       | 1:6, 6:1, 6:4 |
| 69.                                                                                            | 12. Januar 1997                 | Sydney International                           | Hartplatz         | Arantxa Sánchez Vicario          | Lindsay Davenport Natallja Swerawa         | 6:3, 6:1      |
| 70.                                                                                            | 8. Juni 1997                    | French Open                                    | Sand              | Natallja Swerawa                 | Mary Joe Fernández Lisa Raymond            | 6:2, 6:3      |
| 71.                                                                                            | 6. Juli 1997                    | Wimbledon                                      | Rasen             | Natallja Swerawa                 | Nicole Arendt Manon Bollegraf              | 7:6, 6:4      |

## Abschneiden bei Grand-Slam-Turnieren

### Einzel
| Turnier         | 1983 | 1984 | 1985 | 1986 | 1987 | 1988 | 1989 | 1990 | 1991 | 1992 | 1993 | 1994 | 1995 | 1996 | 1997 | Bilanz | Karriere |
| --------------- | ---- | ---- | ---- | ---- | ---- | ---- | ---- | ---- | ---- | ---- | ---- | ---- | ---- | ---- | ---- | ------ | -------- |
| Australian Open | 2    | 2    | 2    | —    | 2    | —    | —    | AF   | 1    | 1    | AF   | 3    | 1    | 1    | 2    | 13:12  | AF       |
| French Open     | —    | —    | —    | 2    | 2    | —    | 1    | —    | 2    | —    | 1    | 1    | —    | 1    | —    | 3:7    | 2        |
| Wimbledon       | —    | 2    | —    | 1    | AF   | 2    | 1    | 2    | 3    | AF   | 2    | HF   | 1    | 3    | 3    | 21:13  | HF       |
| US Open         | 1    | 2    | 1    | 1    | 1    | 1    | 2    | 1    | VF   | AF   | 3    | VF   | 3    | 1    | 1    | 17:15  | VF       |

### Doppel
| Turnier         | 1983 | 1984 | 1985 | 1986 | 1987 | 1988 | 1989 | 1990 | 1991 | 1992 | 1993 | 1994 | 1995 | 1996 | 1997 | Bilanz | Karriere |
| --------------- | ---- | ---- | ---- | ---- | ---- | ---- | ---- | ---- | ---- | ---- | ---- | ---- | ---- | ---- | ---- | ------ | -------- |
| Australian Open | 1    | 1    | AF   | —    | AF   | —    | —    | HF   | F    | VF   | S    | S    | F    | VF   | HF   | 38:10  | S        |
| French Open     | —    | —    | —    | —    | VF   | —    | 2    | —    | S    | S    | S    | S    | S    | F    | S    | 45:3   | S        |
| Wimbledon       | —    | AF   | —    | AF   | AF   | VF   | VF   | VF   | F    | S    | S    | S    | F    | HF   | S    | 53:9   | S        |
| US Open         | —    | 2    | VF   | VF   | AF   | S    | VF   | S    | AF   | S    | HF   | HF   | S    | S    | F    | 57:9   | S        |